# Ignacew Rozlazły
Ignacew Rozlazły – wieś sołecka w Polsce, położona w województwie łódzkim, w powiecie zgierskim, w gminie Parzęczew.
| SIMC    | Nazwa         | Rodzaj    |
| ------- | ------------- | --------- |
| 0415178 | Ignacew Górny | część wsi |
| 1042087 | Patyczek      | część wsi |
| 0415184 | Swoboda       | część wsi |

W latach 1975–1998 miejscowość administracyjnie należała do ówczesnego województwa łódzkiego.